# 106-й отдельный танковый батальон
106-й отдельный танковый батальон — воинское соединение Вооруженных Сил СССР в Великой Отечественной войне.

## История
Батальон сформирован из остатков 2-го танкового полка (1-го формирования) 1-й танковой дивизии в составе 7-й армии.
В действующей армии с 20.08.1941 по 09.06.1944.
Участвовал в обороне Карелии
26.08.1941 два БТ-7 и один БТ-5 батальона были направлены по маршруту восточный берег Крошнозера, переправа через реку Шуя, Рубчайло в распоряжение командира 1061-го стрелкового полка, но не дошли, подорвавшись на фугасах (один БТ-7 вернулся.)
В дальнейшем есть неопределённость с судьбой батальона. Либо существовали два различных формирования батальона, первый из которых уничтожен в Карелии, а второй сформирован заново в Ленинграде, либо всё-таки какие-то остатки переброшены под Ленинград на северо-западные подступы к городу. В соответствующем перечне подразделений имеется запись только об одном батальоне. Тем не менее, факт того, что батальон полностью оснащался новыми танками в Ленинграде полностью подтверждается.
Во втором варианте:
Вёл оборону против финских войск до декабря 1942 года. В ноябре 1941 года передал оставшиеся танки 48-му отдельному танковому батальону В мае 1942 года был включён в 152-ю танковую бригаду. В январе 1943 года переброшен в 67-ю армию для участия в прорыве блокады Ленинграда. В ходе прорыва в ночь на 13.01.1943  первым из танковых подразделений армии переправился на левый берег Невы и в половине пятого утра был готов к бою. На тот момент в батальоне было 16 танков.
О дальнейшем боевом пути смотри статью 152-я танковая бригада
09.06.1944 переименован в 1-й танковый батальон 152-й танковой бригады.

## Полное название
106-й отдельный танковый батальон

## Подчинение
| Дата            | Фронт (округ)       | Армия                      | Корпус                        | Дивизия                | Примечания                                |
| --------------- | ------------------- | -------------------------- | ----------------------------- | ---------------------- | ----------------------------------------- |
| 01.09.1941 года | Карельский фронт    | 7-я армия                  | -                             | -                      | -                                         |
| 01.10.1941 года | -                   | 7-я отдельная армия        | -                             | -                      | по тем же данным уже в составе 23-й армии |
| 01.11.1941 года | Ленинградский фронт | 23-я армия                 | -                             | -                      | -                                         |
| 01.12.1941 года | Ленинградский фронт | 23-я армия                 | -                             | -                      | -                                         |
| 01.01.1942 года | Ленинградский фронт | 23-я армия                 | -                             | -                      | -                                         |
| 01.02.1942 года | Ленинградский фронт | 23-я армия                 | -                             | -                      | -                                         |
| 01.03.1942 года | Ленинградский фронт | 23-я армия                 | -                             | -                      | -                                         |
| 01.04.1942 года | Ленинградский фронт | 23-я армия                 | -                             | -                      | -                                         |
| 01.05.1942 года | Ленинградский фронт | 23-я армия                 | -                             | -                      | -                                         |
| 01.06.1942 года | Ленинградский фронт | Ленинградская группа войск | Приморская оперативная группа | 152-я танковая бригада | -                                         |
| 01.07.1942 года | Ленинградский фронт | 23-я армия                 | -                             | 152-я танковая бригада | -                                         |
| 01.08.1942 года | Ленинградский фронт | 23-я армия                 | -                             | 152-я танковая бригада | -                                         |
| 01.09.1942 года | Ленинградский фронт | 23-я армия                 | -                             | 152-я танковая бригада | -                                         |
| 01.10.1942 года | Ленинградский фронт | 23-я армия                 | -                             | 152-я танковая бригада | -                                         |
| 01.11.1942 года | Ленинградский фронт | 23-я армия                 | -                             | 152-я танковая бригада | -                                         |
| 01.12.1942 года | Ленинградский фронт | 23-я армия                 | -                             | 152-я танковая бригада | -                                         |
| 01.01.1943 года | Ленинградский фронт | 23-я армия                 | -                             | 152-я танковая бригада | -                                         |
| 01.02.1943 года | Ленинградский фронт | 67-я армия                 | -                             | 152-я танковая бригада | -                                         |
| 01.03.1943 года | Ленинградский фронт | 67-я армия                 | -                             | 152-я танковая бригада | -                                         |
| 01.04.1943 года | Ленинградский фронт | 55-я армия                 | -                             | 152-я танковая бригада | -                                         |
| 01.05.1943 года | Ленинградский фронт | 67-я армия                 | -                             | 152-я танковая бригада | -                                         |
| 01.06.1943 года | Ленинградский фронт | 55-я армия                 | -                             | 152-я танковая бригада | -                                         |
| 01.07.1943 года | Ленинградский фронт | 55-я армия                 | -                             | 152-я танковая бригада | -                                         |
| 01.08.1943 года | Ленинградский фронт | 55-я армия                 | -                             | 152-я танковая бригада | -                                         |
| 01.09.1943 года | Ленинградский фронт | 55-я армия                 | -                             | 152-я танковая бригада | -                                         |
| 01.10.1943 года | Ленинградский фронт | 55-я армия                 | -                             | 152-я танковая бригада | -                                         |
| 01.11.1943 года | Ленинградский фронт | 2-я ударная армия          | -                             | 152-я танковая бригада | -                                         |
| 01.12.1943 года | Ленинградский фронт | -                          | -                             | 152-я танковая бригада | -                                         |
| 01.01.1944 года | Ленинградский фронт | 2-я ударная армия          | -                             | 152-я танковая бригада | -                                         |
| 01.02.1944 года | Ленинградский фронт | -                          | -                             | 152-я танковая бригада | -                                         |
| 01.03.1944 года | Ленинградский фронт | -                          | -                             | 152-я танковая бригада | -                                         |
| 01.04.1944 года | Ленинградский фронт | -                          | -                             | 152-я танковая бригада | -                                         |
| 01.05.1944 года | Ленинградский фронт | 23-я армия                 | -                             | 152-я танковая бригада | -                                         |
| 01.06.1944 года | Ленинградский фронт | 23-я армия                 | -                             | 152-я танковая бригада | -                                         |

## Командиры
- Беспрозванов Д. Г.
- Онуфрийчук М. Г., капитан